# Chapter One: The Hellfire Club
"Chapter One: The Hellfire Club" é o primeiro episódio da quarta temporada da série de televisão estadunidense de ficção científica e suspense Stranger Things. Escrito e dirigido pelos criadores da série, The Duffer Brothers, a temporada é ambientada em março de 1986, oito meses após os eventos da temporada anterior, mostrando as mudanças e desafios de Onze, Mike e seus amigos no primeiro ano do ensino médio, enquanto um novo monstro sobrenatural começa a atacar os habitantes de Hawkins.
O episódio é estrelado por Winona Ryder, Millie Bobby Brown, Finn Wolfhard, Gaten Matarazzo, Caleb McLaughlin, Noah Schnapp, Sadie Sink, Natalia Dyer, Charlie Heaton, Joe Keery, Maya Hawke, Brett Gelman, Priah Ferguson, Matthew Modine e Cara Buono, todos retornando de temporadas anteriores, ao lado de Jamie Campbell Bower, Eduardo Franco e Joseph Quinn, novas adições ao elenco. "The Hellfire Club" foi lançado em 27 de maio de 2022 na plataforma de streaming Netflix e recebeu críticas principalmente positivas, com elogios particulares aos elementos de terror e ao desempenho de Quinn.

## Enredo

### Prólogo (1979)
Em 8 de setembro de 1979, antes de se preparar para mais um dia de trabalho no Hawkins National Laboratory (HNL), Martin Brenner (Matthew Modine) se levanta e completa sua rotina diária. Ao chegar no laboratório, Brenner se dirige para a Rainbow Room, um espaço recreativo onde várias crianças e adolescentes — cobaias dos experimentos paranormais — se reúnem para brincar e se divertir. Brenner se aproxima do experimento Dez (Christian Ganiere), que estava brincando com uma Bola Mágica 8, isolado do restante dos cobaias, e pergunta se ele está preparado para mais aulas. O experimento Dez sacode a bola e mostra a resposta "Todos os sinais apontam para sim".
No corredor, Brenner e Dez passaram por uma mulher chamada Dra. Ellis (Elizabeth Becka) junto com outro cobaia chamado de Seis (De'Jon Watts). Eles chegam em uma sala isolada e Brenner realiza os experimentos de percepção extra-sensorial (ESP) em Dez para testar suas habilidades precognitivas para ver o que Brenner estava desenhando em seu bloco. Brenner, então, pergunta a Dez se eles poderiam fazer algo mais desafiador e se ele conseguiria adivinhar o que a Dra. Ellis estava fazendo com a cobaia Seis na outra sala. No momento em que Dez começa a observar os acontecimentos da outra sala, ele sente que algo assustador estava para acontecer, e de repente, o alarme do laboratório dispara. Brenner usa o interfone para perguntar o que estava acontecendo, e em seguida, Dez avisa a ele que o número Seis e a Dra. Ellis estavam mortos. Brenner dirigiu-se lentamente para a porta do quarto de Dez enquanto ouve gritos e impactos do lado de fora da porta. A porta se solta das suas dobradiças e atinge Brenner, deixando-o inconsciente. 
Ao acordar, Brenner fica horrorizado ao encontrar o número Dez morto. Enquanto Brenner, desnorteado, sai para o lado de fora, ele encontra cobaias, seguranças e médicos do laboratório mortos de forma brutal. Ao entrar na Rainbow Room, Brenner encontra mais crianças mortas no local e visualiza uma criança de costas parada perto de um espelho quebrado, respirando pesadamente. Furioso, Brenner pergunta ao cobaia o que ele tinha feito, e lentamente, a criança se vira e se revela como a Onze (Martie Blair), mais jovem, com suas roupas sujas de sangue e os olhos, nariz e orelhas ensanguentados.

### Presente (1986)
Em 21 de março de 1986 — oito meses após a batalha do Starcourt Mall e a saída da família Byers de Hawkins — Joyce (Winona Ryder), Will (Noah Schnapp), Jonathan (Charlie Heaton) e Onze (Millie Bobby Brown) estão morando na fictícia cidade de Lenora Hills, no estado da Califórnia. Onze — agora atendendo publicamente como Jane Hopper — tenta se ajustar a sua nova vida com os Byers e fora de Hawkins, longe de seu namorado Mike (Finn Wolfhard). Para se comunicar com ele, Onze escreve cartas para detalhar sua rotina morando na costa oeste. Onze recebeu um projeto escolar para fazer um diorama de um herói, escolhendo seu "falecido" pai, Jim Hopper (David Harbour), e recriando a cabana que eles usavam para viver juntos. Will tem pintando muito, particularmente em uma peça secreta que ele não mostra a ninguém; Joyce agora trabalha em casa como operadora de telemarketing vendendo enciclopédias; e Jonathan fica cada vez ansioso para receber sua carta de aceitação na Emerson College em Boston, Massachusetts — onde sua namorada Nancy (Natalia Dyer) foi aprovada — passando a fumar cannabis com seu novo melhor amigo, Argyle (Eduardo Franco), que trabalha como entregador em uma pizzaria. Já que o carro de Jonathan quebrou, Onze e Will vão para a escola na van de entrega de pizza Surfer Boy de Argyle. Em sua carta para Mike, Onze continua dizendo que está indo muito bem na escola, fazendo muitos amigos novos e indo bem nas aulas, porém tudo não passa de uma mentira, já que Onze sempre tira notas baixas nas matérias e se tornou vítima de bullying de Angela (Elodie Grace Orkin), a garota popular do colégio, junto com seu namorado Jake (Logan Allen) e seu grupo de amigos. Onze conclui sua carta dizendo que mal pode esperar para ver Mike em suas férias de primavera.
Enquanto isso, em Hawkins, a maioria da tripulação está preocupada com os eventos na Hawkins High School. Mike, Dustin (Gaten Matarazzo), Lucas (Caleb McLaughlin) e Max (Sadie Sink) agora são calouros e cada um seguiu um rumo diferente. Mike, Dustin e Lucas se juntaram ao clube tematico do jogo Dungeons & Dragons da escola, o Hellfire Club, liderado pelo excêntrico Eddie Munson (Joseph Quinn), embora as atividades e a simbologia do clube sejam constantemente associados ao satanismo devido a repercussão mundial do Pânico Satânico na década de 1980. Embora Mike e Dustin sejam eternamente dedicados ao clube, Lucas ficou preocupado ao ter sua imagem associada ao clube depois de entrar para o time de basquetebol da escola e ganhar a amizade dos atletas populares. Paralelamente, Suzie (Gabriella Pizzolo) continua namorado Dustin, o ajudando com suas habilidades de hacker para mudar suas notas baixas no sistema escolar; Steve (Joe Keery) se esforça para viver um novo romance, enquanto Robin (Maya Hawke) está apaixonada por Vickie (Amybeth McNulty), sua colega da banda marcial da escola; Nancy agora trabalha no jornal da escola de Hawkins ao lado de seu melhor amigo Fred (Logan Riley Bruner); e Max, em decorrência dos acontecimentos do último ano após a morte de seu meio-irmão Billy (Dacre Montgomery), desenvolveu um transtorno de estresse pós-traumático (TEPT), que também culminou no fim de seu relacionamento com Lucas e na separação turbulenta de sua mãe Susan (Jennifer Marshall) com o seu padrasto Neil (Will Chase). Após o divórico, Max e sua mãe se mudaram para um parque de trailers chamada Forest Hills, e por conta de más condições financeiras, Susan passou a trabalhar em dois empregos e desenvolveu uma dependência no álcool.
Na escola, Max é instruída pela nova orientadora, Sra. Kelly, para vê-la depois da reunião. Enquanto Mike, Dustin e Max se sentam juntos para assistir o jogo de basquete, eles observam Lucas ao lado do time de basquete e seu capitão, o atleta Jason Carver. Jason faz um discurso de homenagem às vidas que foram perdidas durante o "incêndio do Starcourt Mall", incluindo Heather Holloway, Jim Hopper e Billy Hargrove. Ele usa isso como impulso para inspirar seus jogadores a vencer o jogo de basquete do campeonato que acontecerá naquela noite. Surpresos ao saber que o jogo acontecerá naquela noite, Mike e Dustin tentam persuadir Lucas a se juntar à campanha de Eddie, que ocorre ao mesmo tempo. No entanto, Lucas insiste que não pode perder o jogo do campeonato e pede que digam a Eddie para mudar a campanha para a próxima noite e ir ao seu jogo. Embora irritado com seu amigo, Mike e Dustin concordam relutantemente.
Na Califórnia, Joyce recebe um pacote da Rússia e o abre para descobrir que contém uma boneca. Temendo que a KGB pudesse tê-la como alvo por fechar o Portal, Joyce entra em contato com Murray e pede ajuda. Inspecionando a boneca mais de perto, Joyce encontra rachaduras aparentemente coladas. Murray teme que possa conter uma bomba e diz a Joyce para esmagar a boneca usando uma corda e um objeto pesado como medida de segurança. Tendo esmagado com sucesso a boneca do lado de fora, Joyce fica chocada e em êxtase ao encontrar uma nota informando que Hopper está vivo. Na Lenora Hills High School, Onze é chamada para apresentar seu diorama, com Will tentando dar apoio. A apresentação de Onze é ridicularizada por Jake e a classe enquanto Angela levanta a mão e propositalmente critica que o projeto era sobre alguém histórico, e seu pai estar no "jornal local" não contava. Onze, lutando contra as lágrimas, disse que seu pai morreu salvando pessoas em um incêndio no shopping e foi um herói para ela, fazendo com que a turma ficasse desconfortável e Angela, para salvar a cara, pedir desculpas e dizer que só queria esclarecimentos sobre as regras da tarefa. Depois da aula, Onze sai em lágrimas quando Will não consegue consolá-la. Na aula de marcenaria, Argyle tenta animar Jonathan, já que Nancy não está disponível para visitá-lo durante as férias de primavera devido ao seu trabalho. Enquanto isso, Nancy fica incomodada por Fred está sempre perguntando sobre Jonathan, afirmando está chateada por ele não entrar em contato com ela para visitá-la, mas no final ambos defendem um ao outro pois ainda se amam. No final do dia, Onze atravessa o campus, mas tropeça por uma armação de Angela, fazendo-a derrubar seu diorama. Will, andando do lado de fora, assiste em choque enquanto os valentões provocam propositalmente Onze enquanto quebram em seu diorama. Onze, irritada, chama Angela e grita enquanto ela tenta usar seus poderes, mas falha. Angela e os valentões riem do quão ridícula ela parece enquanto a multidão que a cerca se junta a ela. A Sra. Gracey, professora da escola, para tudo e pergunta a Onze se alguém arruinou seu projeto. Apesar de mentir e dizer que tropeçou, a Sra. Gracey percebe que Angela e seus amigos estão envolvidos e os levam para conversar. À medida que a multidão se dissolve, Will corre e diz a Onze que eles podem consertar o projeto, mas ela apenas se senta em lágrimas enquanto pega uma figura de Hopper que foi quebrada ao meio.
Em seu caminho para o escritório da Sra. Kelly, Max percebe a líder de torcida Chrissy Cunningham saindo da sala, aparentemente angustiada. Em seu escritório, Max revelou estar sofrendo de notas baixas, como resultado de mudanças em sua vida, tanto familiar quanto mental. No entanto, Max se recusa a se abrir com a Sra. Kelly sobre seu trauma com a morte de Billy, sem mencionar que estava sofrendo com dores de cabeças crônicas e pesadelos angustiantes. Ao sair do escritório, Max é avistada por Lucas e ele tenta ajudá-la a se abrir, convidando-a para seu jogo de basquete. Ele comenta sobre como ela nem parece estar mais presente desde que eles terminaram. Magoada, Max rejeita sua oferta e diz friamente a Lucas que as pessoas simplesmente mudam. Ela entra no banheiro feminino e percebe a presença de Chrissy, que estava passando mal em uma das cabines. Max pergunta se ela quer ajuda, mas Chrissy recusa e responde de maneira fria pedindo para deixá-la em paz. Depois que Max a deixa sozinha no banheiro, Chrissy vê uma alucinação horrível envolvendo sua mãe gritando e tentando entrar no banheiro. Enquanto ela observa, pés monstruosos aparecem sob a porta. De repente, a alucinação termina e Chrissy sai correndo do banheiro. No refeitório, Mike e Dustin informam Eddie sobre a incapacidade de Lucas de jogar a campanha naquela noite. Eles pedem a ele para adiar o jogo, mas Eddie insiste que o jogo será jogado e diz a Mike e Dustin para encontrar um substituto. A dupla procura um substituto na escola, mas não consegue encontrar um. Dustin percebe que eles não precisam restringir sua busca ao ensino médio e, em vez disso, encontram Erica na Hawkins Middle School, que concorda em jogar. Enquanto isso, Chrissy atravessa o campo de futebol da escola e entra na floresta atrás da escola. Ela vê um relógio de pêndulo aparentemente dentro de um tronco de árvore e fica horrorizada quando viúvas negras saem do relógio. A visão desaparece, no entanto, quando Eddie chega. Chrissy se encontra com ele para comprar drogas, mas a conversa fica descontraída quando ambos relembram alguns momentos que passaram juntos antes. Eddie se oferece para vender maconha para Chrissy, mas Chrissy pede algo mais forte.
No campeonato, Lucas percebe a ausência de Max e fica desapontado com o resultado, com o Hawkins Tigers ganhando pontos de forma constante contra seu oponente. Durante o jogo, o adversário da equipe fere intencionalmente um de seus jogadores, o que faz com que Lucas no banco substitua sua posição. Temendo que eles percam a vitória, Jason fica determinado a marcar um ponto, mas erra o aro, mas Lucas pega a bola e marca o arremesso da vitória durante uma campainha, garantindo a vitória ao time. Ao mesmo tempo, Mike, Dustin e Erica chegam para a campanha com Eddie expressando ceticismo em relação à capacidade de Erica de jogar Dungeons & Dragons, mas é influenciado por suas habilidades e charme e a recebe no clube. No meio da campanha, o grupo enfrenta Vecna, que se acredita ter morrido na tentativa de matar de Kas e se depara com dificuldades sobre a escolha de recuar ou permanecer firme e lutar, mas o grupo finalmente decide sobre o último. No clímax da campanha, Dustin e Erica são os únicos dois jogadores vivos com o grupo considerando a opção de recuar mais uma vez, mas os dois estão determinados a matar Vecna. Dustin tenta atacar e erra o tiro, mas Erica derrotou com sucesso o chefe com um acerto crítico. Ambas as equipes apreciam a alegria de vencer seus respectivos jogos, mas Lucas percebe que sua irmã Erica comemora sua vitória com outros membros do clube Hellfire e fica triste com esse fato.
Max está em seu trailer com sua mãe, que está dormindo (aparentemente bêbada). Max ouve o cachorro latindo pedindo comida, junta as sobras e vai até seu curral para alimentá-lo. Ela vê Eddie e Chrissy entrando no trailer de Eddie. No trailer de Munson, Eddie procura uma droga conhecida como "Special K" para vender a Chrissy. Enquanto Chrissy está esperando, ela ouve os sinos distorcidos do relógio do avô e vai procurar Eddie. Chrissy abre uma porta e vê a imagem distorcida de sua mãe. Chrissy parece estar revivendo suas memórias traumáticas e estar em sua própria casa, e não no trailer de Eddie. Ela vê o pai com os olhos e a boca costurados. De volta ao estacionamento de trailers, Eddie encontra a droga, mas fica surpreso ao encontrar Chrissy parada imóvel e sem resposta, em estado de transe. As luzes começam a piscar quando Eddie em pânico tenta acordar Chrissy. Em seu transe, Chrissy está sendo perseguida por uma entidade desconhecida que acena para ela. Ela é encurralada pela entidade. De volta ao trailer, Eddie é deixado para assistir horrorizado enquanto o corpo de Chrissy começa a levitar antes de bater contra o teto. Enquanto suas articulações se dobram em ângulos horríveis, sua mandíbula racha para o lado e seus olhos se abrem, Eddie grita quando o episódio termina.

## Elenco e personagens

### Principal
- Winona Ryder como Joyce Byers
- David Harbour como James "Jim" Hopper (apenas creditado)
- Millie Bobby Brown como Jane Ives / Jane Hopper / Onze
- Finn Wolfhard como Michael "Mike" Wheeler
- Gaten Matarazzo como Dustin Henderson
- Caleb McLaughlin como Lucas Sinclair
- Noah Schnapp como William "Will" Byers
- Sadie Sink como Maxine "Max" Mayfield
- Natalia Dyer como Nancy Wheeler
- Charlie Heaton como Jonathan Byers
- Joe Keery como Steve Harrington
- Maya Hawke como Robin Buckley
- Brett Gelman como Murray Bauman
- Priah Ferguson como Erica Sinclair
- Matthew Modine como Dr. Martin Brenner
- Paul Reiser como Samuel "Sam" Owens (apenas creditado)

#### Estrelando
- Jamie Campbell Bower como Peter Ballard / Henry Creel / Um / Vecna
- Eduardo Franco como Argyle
- Joseph Quinn como Edward "Eddie" Munson

### Recorrente e participação especial
- Cara Buono como Karen Wheeler
- Joe Chrest como Ted Wheeler
- Catherine Curtin como Claudia Henderson
- Mason Dye como Jason Carver
- Amybeth McNulty como Vickie
- Tinsley Price como Holly Wheeler
- Elodie Grace Orkin como Angela
- Gabriella Pizzolo como Suzie Bingham
- Grace Van Dien como Chrissy Cunningham
- Logan Riley Bruner como Fred Benson
- Myles Truitt como Patrick McKinney
- Clayton Johnson como Andy
- Logan Allen como Jake
- Trey Best como Jeff
- Gwydion Lashlee-Walton como Gareth
- Martie Blair como Jane Ives / Jane Hopper / Onze (jovem)
- Regina Ting Chen como Sra. Kelly
- Laura Neimi como Sra. Gracey
- Jennifer Marshall como Susan Hargrove
- Christian Ganiere como Dez
- Tristan Spohn como Dois
- De'Jon Watts como Seis
- Elizabeth Becka como Dra. Ellis
- Julia Reilly como Tammy Thompson

## Produção

### Desenvolvimento
A quarta temporada foi anunciada em 30 de setembro de 2019. Os criadores da série, The Duffer Brothers, são os produtores executivos ao lado de Shawn Levy, Dan Cohen, Iain Paterson e Curtis Gwinn. O primeiro episódio da temporada, "The Hellfire Club", escrito e dirigido pelos irmãos, foi lançado em 27 de maio de 2022 na Netflix.

### Roteiro
"The Hellfire Club" se passa em março de 1986, mais de oito meses após os eventos da terceira temporada, enquanto também apresenta um flashback que ocorre em 1979, quatro anos antes do início da série. Matt Duffer indicou que uma das "pancadas gerais" da trama é o principal centro de ação sendo movido para fora de Hawkins, Indiana, na maior parte da temporada, uma série pela primeira vez. Ele também indicou que as várias pontas soltas deixadas pelo final da terceira temporada, como a morte percebida de Jim Hopper e Onze sendo adotada por Joyce Byers e se mudando com sua nova família fora do estado, seriam exploradas em algum momento durante a quarta temporada.
O personagem Eddie Munson é baseado em Damien Echols, um dos West Memphis Three, caso ocorrido em 1994 em que três adolescentes foram acusados e condenados injustamente pela morte de três meninos devido a suas aparências físicas em que os moradores ligaram a fazer parte de um culto satânico. Os escritores se basearam em Paradise Lost, um documentário cobrindo Echols, para a história de Eddie.
Assim como fizeram com o Demogorgon da primeira temporada, os Duffers Brothers optaram por usar o personagem Vecna, maior vilão de Dungeons & Dragons como base do antagonista desta temporada, algo que os personagens infantis reconheceriam e entenderiam os perigos devido à sua familiaridade através do papel jogando. Embora Vecna não tenha sido totalmente introduzido nos materiais de Dungeons & Dragons até 1990 através do módulo Vecna Lives! se comportar para os propósitos do show.

### Elenco
O episódio é estrelado por Winona Ryder, Millie Bobby Brown, Finn Wolfhard, Gaten Matarazzo, Caleb McLaughlin, Noah Schnapp, Sadie Sink, Natalia Dyer, Charlie Heaton, Joe Keery, Maya Hawke, Brett Gelman, Priah Ferguson, Matthew Modine e Cara Buono, ao lado de novos membros Jamie Campbell Bower, Eduardo Franco e Joseph Quinn. Convidados estrelando no episódio são Logan Riley Bruner, Joe Chrest, Catherine Curtin, Mason Dye, Amybeth McNulty, Elodie Grace Orkin, Gabriella Pizzolo, Grace Van Dien, Martie Blair, Christian Ganiere, Tristan Spohn, Myles Truitt, Elizabeth Becka, Regina Ting Chen e Julia Reilly.

### Música
O episódio apresenta as músicas "California Dreamin'" de The Beach Boys, "Object of My Desire" de Starpoint, "Running Up That Hill" de Kate Bush, "I Was A Teenage Werewolf" e "Fever" de The Cramps, "Play with Me" do Extreme, "Detroit Rock City" do Kiss e "Got Your Number" do The Lloyd Langton Group. Ele também apresenta “The Red Army Is Strongest” performado por Red Army Choir.

## Recepção crítica
No Rotten Tomatoes, o episódio possui um índice de aprovação de 100% com base em 8 comentários, com uma classificação média de 7,6/10.
Paul Dailly, da TV Fantastic, deu ao episódio uma classificação de 4,5 de 5 estrelas: "Eu não estava convencido inicialmente sobre os personagens sendo separados porque parecia um desenvolvimento forçado para contar histórias diferentes. Depois de assistir "Chapter One: The Hellfire Club", a escrita é tão forte como sempre, e os personagens estão evoluindo de maneiras que eu não achava possível antes. (...) Nós testemunhamos várias reviravoltas malucas neste episódio, então ele [Eddie Munson] pode ser capaz de escapar este encontro horrível ileso".

Membros da imprensa que viram o primeiro episódio com antecedência escreveram que é "uma vibração mais escura, mais madura e assustadora". Eles também apreciam que há mais espaço para os personagens.